# Heinrich Gräfe

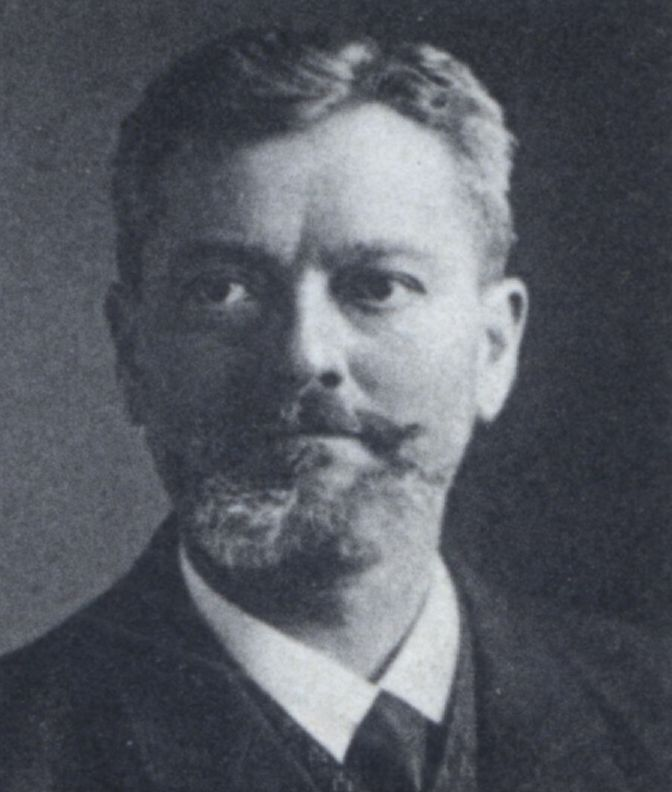
Heinrich Gräfe als Reichstagsabgeordneter 1912

Emil Heinrich Gräfe (* 8. Januar 1857 in Bischofswerda; † 23. Oktober 1917 ebenda) war ein deutscher Kunstblumenfabrikant, Weingroßhändler und Politiker der antisemitischen Deutschen Reformpartei, die im März 1914 in der Deutschvölkischen Partei  aufging. Er war von 1893 bis zu seinem Tod Mitglied des Reichstages.

## Leben und Wirken
Am 8. Januar 1857 wurde Emil Heinrich Gräfe in Bischofswerda geboren. Sein Vater Karl-August-Heinrich Gräfe stammte aus Pickau und lebte dort auch mit seiner Ehefrau Marie Gräfe, geborene Engel. 1856 zogen sie nach Bischofswerda auf die damalige Bautzner Straße 61 (heute Bautzner Straße 15), wo Karl-August-Heinrich Gräfe ein eigenes Geschäft als Gürtler eröffnete. Dort wurden unter anderem selbst hergestellte „Herren- und Damenschmuckwaren, allerhand Artikel von Neusilber, sowie Suppenteller, Speise- und Kochlöffel, Leuchter, Reit- und Fahrkantaren, sowie auch Sporrn in beliebiger Auswahl“ verkauft.
Kurz nach seiner Geburt wurde er in der evangelisch-lutherischen Kirche von Bischofswerda getauft, in der er Jahre später auch als Mitglied des Kirchenvorstands tätig war. Gräfe, der für seine Großzügigkeit bekannt war, schenkte der Kirche unter anderem ein silbernes Kreuz und mehrere silberne Altarleuchter.
Er wuchs in Bischofswerda auf und wurde mit sechs Jahren 1863 in die Bürgerschule in Bischofswerda eingeschult. Diese besuchte er insgesamt sieben Jahre lang, bis er auf die Dresdner Privatschule von Dr. Gelineck wechselte. An dieser Schule genoss er von 1871 bis 1873 eine Ausbildung zum Geschäftsmann und arbeitete in den darauf folgenden Jahren als kaufmännischer Beamter für Kontor und Reise. Dabei arbeitete er als Reisender und Kontorist von 1874 bis 1879 in einer Schirmfabrik. Schließlich gründete er „schon als 22 jähriger im Jahre 1879 eine Blumenfabrik und führte damit die Blumenindustrie in unsere Gegend ein“. Diese Fabrik befand sich auf der Carolastraße 5 (heute Hellmut-Muntschick-Straße) und wurde vielen Familien zur Erwerbsquelle.
Nachdem Heinrich Gräfe Marie Ida Scheffler, geheiratet hatte, kam am 3. September 1881 ihre erste Tochter Marie Margarete Gräfe zur Welt. Später heiratete sie Heinrich Hubert Nicolaus Hürter und bekam zwei Töchter mit ihm.
In dem Jahr der Geburt seiner Tochter unternahm Heinrich Gräfe neben seinen Tätigkeiten in der Wirtschaft auch seine ersten Schritte auf dem politischen Weg. Mit dem Eintritt in die Deutsche Reformpartei im Jahr 1881 legte er den Grundstein für seine späteren politischen Aktivitäten. Sein erster Sohn, Georg Otto Heinrich Gräfe wurde am 29. Oktober 1884 geboren. Zwei Jahre später, im Jahr 1886, wurde er außerdem zum Stadtverordneten der Stadt Bischofswerda gewählt und seit 1891 hielt er zudem das Amt des Stadtverordnetenvorstehers inne. Für die Deutsche Reformpartei kandidierte er 1893 als Reichstagskandidat für den Reichstagswahlkreis Königreich Sachsen 3 und gewann diese Wahl mit großer Mehrheit. Parallel dazu eröffnete Heinrich Gräfe 1896 eine eigene Weinhandlung, die sich auch in der Carolastraße 5 (heute Hellmut-Muntschickstraße 5) befand und für die er seine Blumenfabrik verkaufte. Die Fabrikation wurde jedoch unter dem Namen „Gräfe“ weiter geführt. Zudem war er ab 1897 als Weingroßhändler für Bischofswerda und Trarbach an der Mosel tätig. Wenige Monate später, am 22. Januar 1898, verstarb seine Mutter Marie Gräfe, kurz nach seinem 42. Geburtstag.
Im Jahr 1902 wurde die sogenannte „Gräfenburg“ fertiggestellt, die sich Heinrich Gräfe hat bauen lassen und in welche er in diesem Jahr mit seiner Familie einzog. Das Haus befindet sich in der heutigen Johann-Sebastian-Bach-Straße 6 (damals Burgstraße 2) und wird heute von den Nachfahren Gräfes bewohnt. Seine Tochter Hilde zog mit ihrer Familie in dem Haus auf der anderen Seite der Straße ein. In diesem Jahr verstarb zudem Heinrich Gräfes Vater, Karl August Heinrich Gräfe, am 17. Juni 1902 im Alter von siebzig Jahren.
Das Jahr 1914 war schwer für die Familie Gräfe. Am 11. März starb Heinrich Gräfes Frau Marie Ida Gräfe und am 9. November 1914 fiel sein Sohn Georg Otto Heinrich Gräfe im Ersten Weltkrieg an der Front.
Heinrich Gräfe starb am 23. Oktober 1917. Beerdigt wurde er am 26. Oktober 1917 auf dem Alten Friedhof; sein Grab kann auch heute noch dort besichtigt werden.

## Wirtschaftliche Aktivitäten
Im Jahr 1879 gründete Heinrich Gräfe seine Blumenfabrik. Zu diesem Zeitpunkt war er erst 22 Jahre alt und hatte bereits Erfahrungen als Kaufmann in der Industrie gesammelt, da er in Dresden zum Geschäftsmann ausgebildet worden und schon einige Jahre für eine Schirmfabrik tätig gewesen war. Mit der Gründung der Blumenfabrik, welche sich in der Carolastraße 5 (heute Hellmut-Muntschick-Straße 5) befand, führte er diesen Industriezweig in Bischofswerda und in den Dörfern und Städten in seiner Nähe neu ein. Diese Fabrik war von Vorteil für viele Familien, da sie „zu einer segensreichen Erwerbsquelle geworden ist“. Hier wurden künstliche Blumen aus Seide hergestellt, welche an Kleidung oder Hüten angebracht werden konnten. Die Näherinnen der Blumen waren Hausfrauen aus der Gegend, die die Stoffe, größtenteils Seide, mit nach Hause nehmen konnten und die Blumen dort in Heimarbeit produzierten. So konnten sie gleichzeitig für ihre Familien sorgen. Wenn sie die Stoffe verarbeitet und die Blumen genäht hatten, schickten sie sie zurück in die Blumenfabrikation, wo sie weiterverkauft wurden. Insgesamt arbeiten seitdem über 1000 Menschen in Bischofswerda und Umgebung in diesem Industriezweig. Als Heinrich Gräfe 1896 seine Weinhandlung im selben Haus der Fabrik eröffnete, verkaufte er die Blumenfabrikation an den Geschäftsmann Richard Hermann Kreisig. Sie wurde jedoch unter dem Namen „Gräfe“ weitergeführt.
Nachdem Heinrich Gräfe 1896 die Blumenfabrikation verkauft hatte, gründete er noch im selben Jahr die Weingroßhandlung Gräfe. Sie befand sich im Haus der Blumenfabrik in der Carolastraße 5. Ein Jahr nach der Gründung war Gräfe bereits ein anerkannter Weinhändler für Bischofswerda, aber auch für Trarbach a.d. Mosel. „Die bekannte Weingroßhandlung Gräfe war […] sogar Hoflieferant seiner Majestät des Königs von Sachsen“, was auch auf die Freundschaft zwischen Heinrich Gräfe und dem König Friedrich August zurückzuführen ist, die sich dadurch noch vertiefte. Gräfe verkaufte und lagerte vor allem Importweine aus Bordeaux und Südweine, er hatte jedoch auch ein großes Lager von Mosel- und Rheinweinen, Schaumweinen und Dessertweinen. Dieses befand sich zu großen Teilen auch in der sogenannten „Gräfenburg“ in der Burgstraße 2, wo Heinrich Gräfe seit 1902 wohnte. Neben den Weinen verkaufte er auch deutschen Weinbrand-Cognac von der Firma Jas Purnier & Co. Dieser Cognac kostete zwischen 5,50 Mark und 45 Mark pro Flasche. Da Gräfe ein Geschäftsmann und an der Wirtschaft interessiert war, setzte er sich für Wirtschaftsfragen auch in der Politik ein. So war er beispielsweise für lange Zeit Mitglied des Bauernbundes und zudem auch Vertrauensmann der Landwirte. Im Reichstag war er unter anderem für die Schaumweinsteuer und die Weingesetze zuständig.

## Politische Aktivitäten
Nachdem im Jahr 1893 ein Antrag auf die Militärvorlage gestellt und vom Reichstag abgelehnt worden war, wurde die kaiserliche Botschaft verlesen, dass der Reichstag aufgelöst werden soll. Daraufhin mussten für die Neuwahlen Reichstagskandidaten aufgestellt werden, zu denen, obwohl er keinen Antrag auf die Kandidatur gestellt hatte, auch Heinrich Gräfe gehörte. Aufgrund der Annahme der Kandidatur für den dritten sächsischen Wahlkreis wurde er als Vertrauensmann des Bundes der Landwirte abgesetzt.
Die deutsche Reformpartei stellte Gräfe als einfachen Mann des Volkes dar, da er seinen Reichtum nicht ererbte, sondern ihn sich selbst erarbeitet hatte. Außerdem wurde mit seinen vorbildlichen Eigenschaften geworben, zu denen Kraft, Mut und vor allem ein ehrenhafter Charakter gehörte, aber auch, dass er ein treuer Deutscher war, nach christlichen Idealen lebte und Opfer für das Volk brachte. Die Deutsche Reformpartei „trat für die Erhaltung des Mittelstandes, der Landwirtschaft, des Handwerks und des Gewerbes ein“. Zudem wollte sie „die Wehrmacht stärken“ und „das Judentum ausschalten“. Immer wieder war in ihren Wahlaufrufen zu lesen, dass das Volk wirtschaftlich gesund sein sollte, einen lebensfähigen Mittelstand und einen gesunden Arbeiterstand besitzen sollte. Um die Wähler von sich zu überzeugen, stellten sie die konservative Partei in ein schlechtes Licht. So wurde zum Beispiel gesagt, dass die konservative Partei „seit den letzten Wahlen nicht das Mindeste gethan [hat], der rothen revolutionären Sturmfluth, die alle Dämme durch[brach], einen festen Wall entgegenzusetzen“, die Deutsche Reformpartei jedoch „ist seit Jahren mitten hineingegangen in’s rothe Lager“. So wurde außerdem gezeigt, dass die stärksten Gegner der konservativen Parteien die Sozialdemokraten waren, die im ganzen Kaiserreich an Macht gewannen.
Ein wichtiger Punkt in den Wahlprogrammen der verschiedenen Parteien war die Militärvorlage, „in der es vor allem um den Aufbau einer starken deutschen Kriegsflotte ging, wozu erhebliche finanzielle Mittel nötig waren“. Sie war ein großer Konfliktpunkt, bei dem die Ansichten auch innerhalb der Parteien auseinandergingen. Die Deutsche Reformpartei war der Militärvorlage, die eine Stärkung der Armee und besseren Schutz Deutschlands bedeutete, positiv gesinnt aber nur unter der Bedingung, dass sich die Regierung bereits vor der Zustimmung zur Kostendeckung verpflichtet.
Zur Wahlwerbung gehörten auch die Wahlreden in den verschiedenen Gasthäusern. So sprach Gräfe zum Beispiel in Burkau vor 400 Zuhörern „in kurzer, zündender Rede über das Verhältnis seiner Partei zu den Sozialdemokraten und den Konservativen, vor allem auch über die unterschiedlichen Auffassungen zur Militärvorlage“ und konnte damit, da er ein herausragender Redner war, viele Stimmen gewinnen. Dies gelang ihm in fast allen Dörfern, außer Großröhrsdorf, Ohorn, Pulsnitz, Meißner Seite und Böhmisch Vollung.
Als schließlich am 15. Juni 1893 die Reichstagswahlen stattfanden, konnte die Reformpartei mit 7293 Stimmen vor den Sozialdemokraten und Konservativen gewinnen. Allein in Bischofswerda erhielt Gräfe 606 Stimmen, was das zweitbeste Wahlergebnis seit 1877 war. Von 1893 bis zu seinem Tode war er Mitglied des Deutschen Reichstags für den Reichstagswahlkreis Königreich Sachsen 3 (Städte Bautzen, Kamenz, Bischofswerda und Umgebung) und die antisemitische Deutsche Reformpartei. Bei den Reichstagswahlen 1912, die einen Rückgang des parteipolitischen Antisemitismus anzeigten, gehörte Gräfe neben Wilhelm Bruhn, Ludwig Werner und Ferdinand Werner zu den wenigen explizit antisemitischen gewählten Abgeordneten.

## Ehrungen
Am 2. Januar 1911 wurde er zum Ehrenbürger der Stadt Bischofswerda ernannt, der erst zweite nach Otto von Bismarck. Außerdem wurde er durch königliche Huld mit dem Ritterkreuz erster Klasse des Albrechtsordens ausgezeichnet, was er sich durch seine Dienste für das Wohl der Öffentlichkeit verdiente.